# 박민규 (감독)
박민규는 대한민국의 광고영상 감독이자 광고 제작자이다.

## 소개
박민규 감독은 브랜드 컨설팅 회사 《BNP Corp.》에서 크리에이티브 디렉터로 근무하였고, 프리랜서 카피라이터로 활동하다가 2007년 광고기획· 영상콘텐츠제작 회사 《인피스트미디어》를 설립하였다. 대한민국의 전통문화예술을 대중들에게 보다 쉽고, 친근하고, 신명나게 전하고자 (사)한국여성국극예술협회 와 손잡고, 여성국극 60주년 기념 공연 《영상홍(2008)》을 시작으로, 《춘향전》, 《풍류화객 신윤복》, 《콩쥐팥쥐》등의 공연 영상을 제작하였다. 2009년 국회벚꽃축제의 영상감독을 맡아 주목받기 시작하여 그 다음 해인 2010년 대한민국문화예술상 프로듀서상을 수상하였다. 박민규 감독은 국악과 영상을 접목한 실험적인 무대 《국악, 영상을 입다(IMG:IMAGINE, I'M a Gugak)》와 로토스코프 기법을 이용한 《그 특별한 비밀 이야기(Special Secret)》을 제작하는 등 기존 틀을 벗어나 도전적이고, 혁신적인 영상을 구현하고자 노력하였다. 월간 국악피플 편집위원을 엮임하였고, 2015년에는 GDN전통예술TV(GDN TV)의 예능 프로그램 리얼해소버라이어티 《우리얼·우리술·우리락(얼술락)》의 제작과 연출을 맡았다. 2018년에는 SNS 작가로도 활동하고 있으며, 첫 번째 단편영화 《따뜻》에 이어 두 번째 단편영화 《너처럼·너답게·너스럽게》의 크랭크인을 앞두고 있다.

## 작품활동

### 방송
- 2015년 GDN TV 《리얼해소버라이어티 얼술락》
- 2015년 GDN TV Main Title Film[7]

### 공연
- 2008년 [공연] 여성국극 60주년 기념 《영산홍》
- 2008년 [공연] 제6회 대한민국 여성전통예술 경연대회[8]
- 2009년 [공연] 풍류화객 신윤복[9]
- 2010년 [축제] 환경음악축제
- 2011년 [뮤지컬] 콩쥐팥쥐[10]
- 2011년 [콘서트] 아라연 창단 5주년 기념 특별기획콘서트[11]
- 2012년 [공연] 국악, 영상을 입다(IMG:IMAGINE, I'M a Gugak)
- 2014년 [축제] AMFE 2014(Ambient Music Festival 2014)
- 2015년 [공연] 홍성덕 국악사랑[12]
- 2017년 [공연] 인피스트미디어 10주년 기념 《열손가락》
- 2018년 [공연] 하루사계(4 seasons in a day)

### 영화
- 2014년 [단편] 따뜻

### CF
- 2012년 [CF] Air-Tree
- 2013년 [CF] 울학교학습센터 《MSSC》
- 2015년 [CF] 손으로 보는 세상
- 2017년 [CF] CHRIS-TORY
- 2018년 [CF] 또 하나의 집

### PR
- 2009년 [PR] 상해시실험학교
- 2010년 [PR] 100인의 여성체육인
- 2011년 [PR] 국악디지털신문
- 2012년 [PR] 그 특별한 비밀 이야기(Special Secret)
- 2015년 [PR] GDN전통예술TV
- 2018년 [PR] Greenery Day

## 경력
- 2004년 BNP Corp. 크리에이티브 디렉터
- 2007년 인피스트 미디어 대표
- 2008년 한국여성국극예술협회 영상감독
- 2011년 국악신문 크리에이티브 디렉터
- 2011년 월간 국악피플 편집위원

## 수상
- 2010 대한민국문화예술상 프로듀서상